# Йеллоухед (перевал)
Йеллоухед — крупный автомобильный и железнодорожный перевал через Канадские Скалистые горы. Через перевал проходит железная дорога CNR и шоссе Йеллоухед. Является национальным историческим местом Канады.

## Топонимия
Перевал был назван в честь в честь французского исследователя Пьера Бостонайса, имеющего прозвище Жёлтая Голова (фр. Tête Jaune, англ. Yellow Head), которое было дано ему из-за его светлых волос. Он провёл одно из первых исследований перевала.
Перевал был также известен под именем Leather Pass, Cowdung Pass, Leatherhead Pass, Jasper Pass, Jasper House Pass, Tête Jaune Passe и Rocky Mountain Pass. Также, из-за простоты доступа, перевал получил ещё одно название Caledonian Valley (Каледонская Долина), потому что он ведёт к Новой Каледонии (нынешний регион Принс-Джордж).

## География
Перевал Йеллоухед расположен на границе Альберты и Британской Колумбии, и на границе Национального парка Джаспер и Провинциального парка Маунт-Робсон. Он находится между горой Йеллоухед и холмом Миетт, которые входят в Канадские Скалистые горы.
Это единственный горный перевал в Канаде, пересечённый двумя пассажирскими железнодорожными маршрутами: «Канадец», который три раза в неделю проходит между Торонто и Ванкувером и поездом Джаспер — Принс-Руперт, который проходит перевал также три раза в неделю. Перевал также пересекает шоссе Йеллоухед (маршрут 16 в Альберте и в Британской Колумбии). Эта дорога является частью Трансканадского шоссе и включена в качестве «главной дороги» в Национальную систему автомобильных дорог Канады.

## История
Несмотря на его небольшую высоту и простоту доступа, перевал Йеллоухед был обнаружен гораздо позже, чем перевалы Хоусс и Атабаска. Исследуемый Компанией Гудзонова залива уже в середине 1820-х годов, он стал важным перевалом для компании до 1850-х годов для соединения Новой Каледонии и других факторий компании.
В 1858 году Сэндфорд Флеминг, геодезист Великой магистральной железной дороги, предложил построить трансконтинентальную железную дорогу, пересекающую Британскую Северной Америку. Однако только в 1872 году новое правительство Канады решило связать железную дорогу с Тихим океаном в рамках национальной программы по объединению страны. Флеминг предложил пересечь Скалистые горы через перевал Йеллоухед, благодаря его небольшому уклону и легкому доступу. Перевал был очищен для строительства железной дороги. Предварительная работа требовала найма более 800 человек.
Когда к власти пришёл Александр Маккензи, темпы строительства были замедлены. После того, как в 1878 году Джон Макдональд был переизбран, он вернулся к своим амбициозным планам строительства, но три года спустя, рекомендации Флеминга были отброшены, и правительство выбрало маршрут через перевал Кикинг-Хорс, который находится гораздо южнее, ближе к Соединенным Штатам и плодородным сельскохозяйственным угодьям.
В начале XX века снова возникла идея провести железную дорогу через перевал. В течение нескольких лет были построены две железные дороги. Первая железная дорога, Великая Тихоокеанская Магистраль, закончена в ноябре 1911 года. Вторая, Северная Канадская железная дорога, была проложена через перевал в декабре 1913 года. Парки Джаспер и Маунт-Робсон были созданы соответственно в 1912 и 1913 годах. Высокая стоимость железнодорожных работ и Первая мировая война привели к банкротству обеих компаний в 1917 году. Рельсы были разобраны и проданы для поддержки военных усилий. В 1919 году правительство взяло под свой контроль активы обеих компаний, объединило их и создало Канадскую национальную железнодорожную компанию (CNR). Заброшенные железнодорожные насыпи использовались для строительства автомобильных дорог.
Только в 1940-х годах правительство начало строительство современной асфальтированной дороги.
Перевал был признан Национальным историческим местом Канады 27 мая 1971 года.